# Trifolium gillettianum
Espèce
Statut de conservation UICN

 CR B2ab(iii) : 
En danger critique
Trifolium gillettianum Jacq.-Fel. est une espèce de plantes à fleurs de la famille des Fabaceae et du genre Trifolium, endémique du Cameroun.

## Étymologie
Son épithète spécifique gillettianum rend hommage au botaniste britannique Jan Bevington Gillett (de), spécialiste de la flore tropicale, notamment africaine.

## Description
Trifolium gilletianum est une plante légumineuse annuelle pouvant atteindre 30 cm de hauteur.

## Distribution et écologie
Endémique du Cameroun, elle n’a été trouvée que sur un seul site, à 1 400 mètres d’altitude en zone humide à 40 km à l'est de Ngaoundéré (région de l'Adamaoua), où Henri Jacques-Félix l'a collectée en 1967. 
Très rare, elle figure sur la liste rouge de l'UICN comme une espèce « en danger critique d'extinction ».